# カニャッツォ・ディ・サン・ピエトロ
カニャッツォ・ディ・サン・ピエトロ（Cagnaccio di San Pietro 、本名:ナタリーノ・スカルパ: Natalino Bentivoglio Scarpa、1897年1月14日 - 1946年5月26日）はイタリアの画家である。

## 略歴
ロンバルディア州ブレシア県のデゼンツァーノ・デル・ガルダに生まれた。ヴェネツィア美術アカデミーでエットーレ・ティト(Ettore Tito)に学んだ。
1910年にヴェネツィアのカ・ペーザロで開かれた展覧会にジーノ・ロッシ、トゥリオ・ガルバリといった前衛的な画家たちと出展した。「未来派」の画家のスタイルに近づいた後、すぐにより写実的なスタイルに回帰し1920年代には「マジック・リアリズム」の画家の一人となった。
様々な展覧会に出展し、1924年のヴェネツィア・ビエンナーレには「カニャッツォ (野良犬の意)」の名前で出展し、子供時代に住んでいたヴェネツィアの漁村、San Pietro in Voltaに因んで、「ディ・サン・ピエトロ」を付加した。
1940年代に入って健康を損ない、第2次世界大戦中はヴェネツィアの病院で療養したが、1946年に49歳で死去した。

## 作品

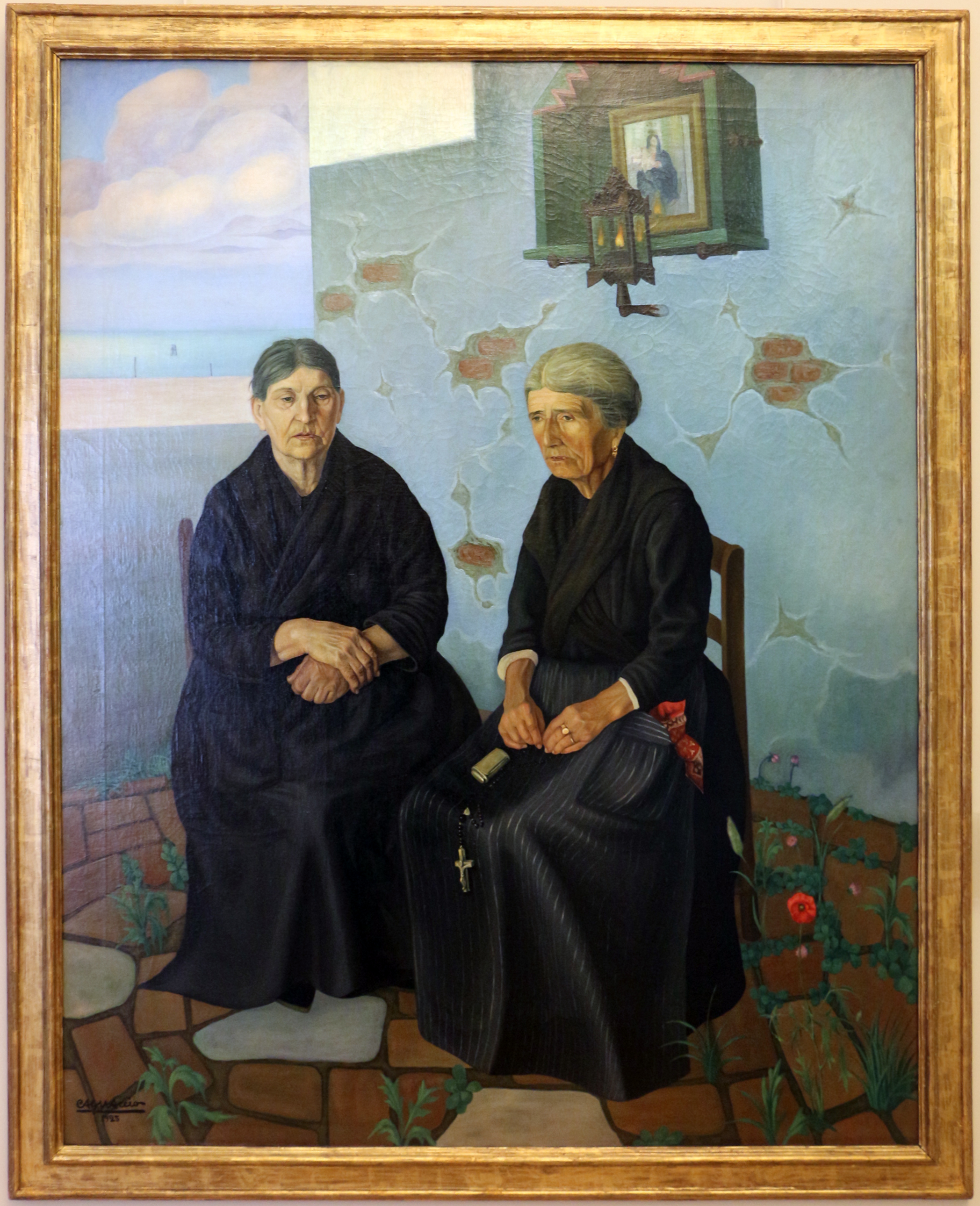
"la sera" (1923)
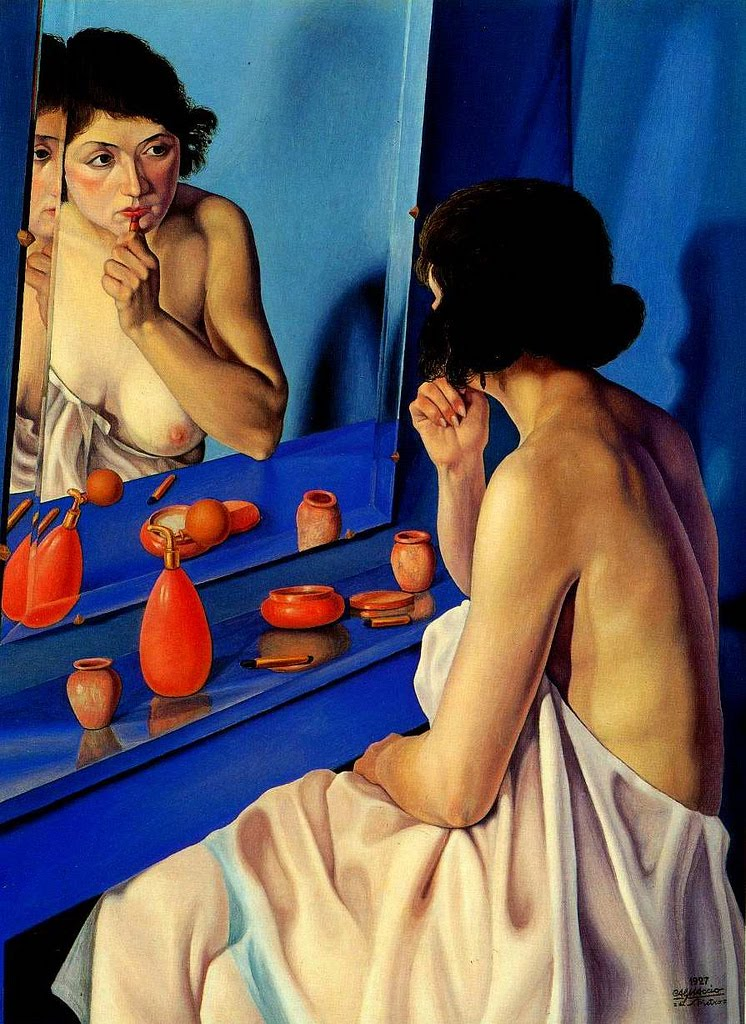
鏡の中の女性 (1927)
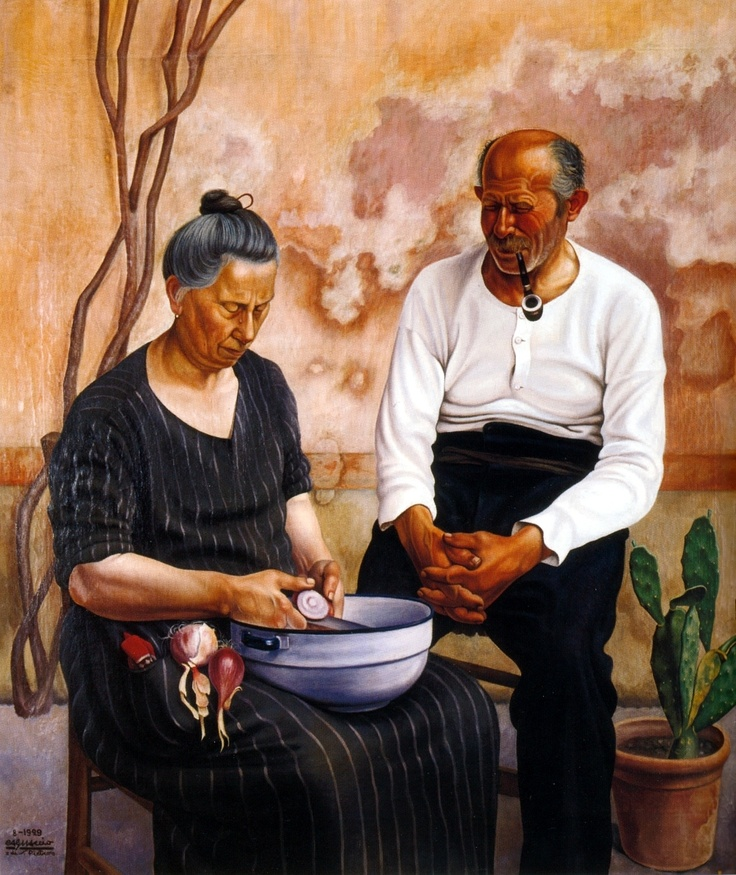
タマネギの涙 (1929)
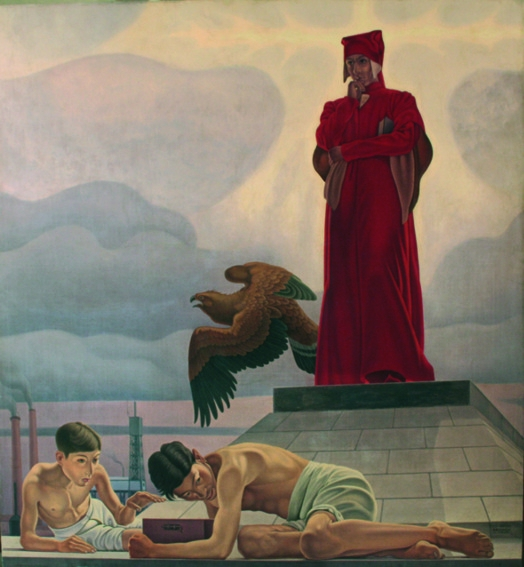
物質に対する精神の勝利 (1935)

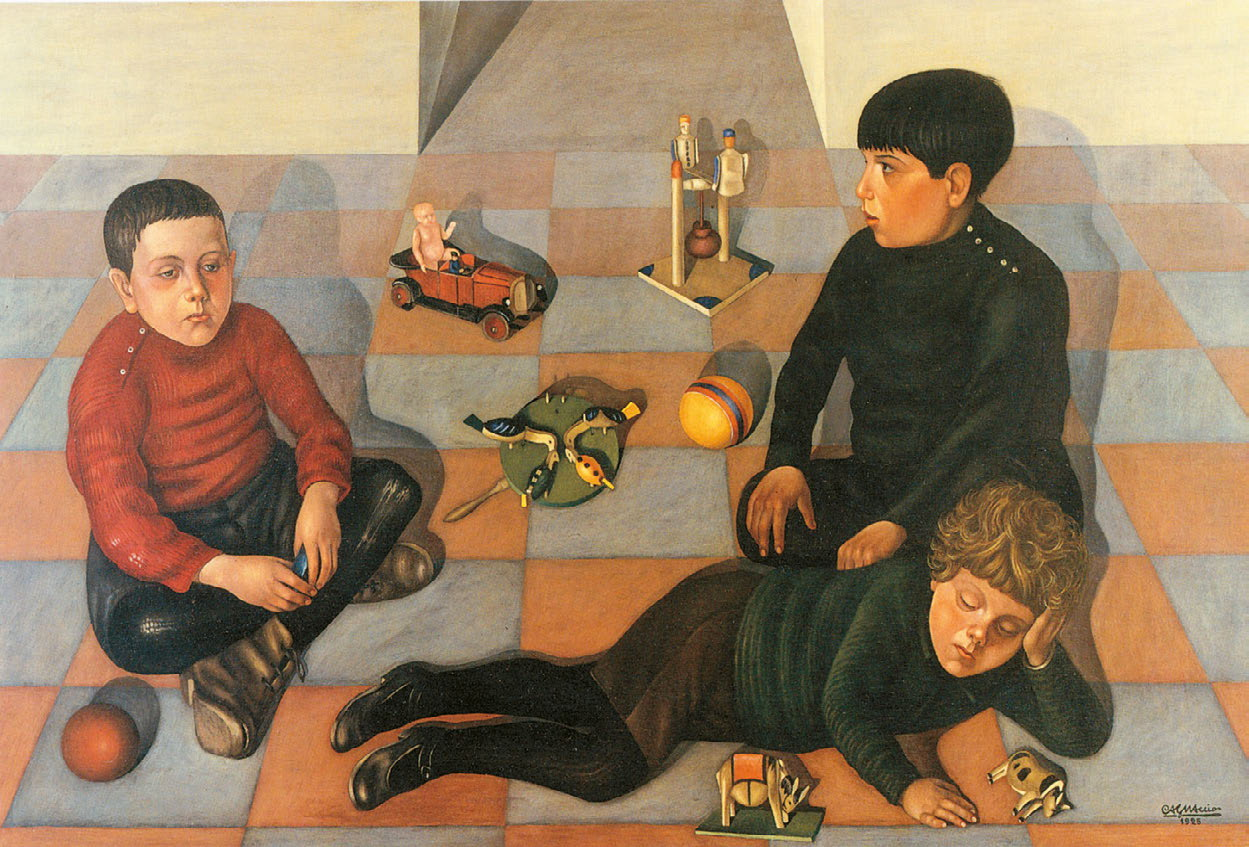
子供たちの遊び (1925)
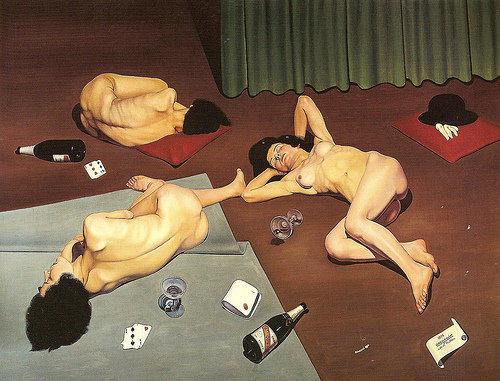
乱交の後 (1928)
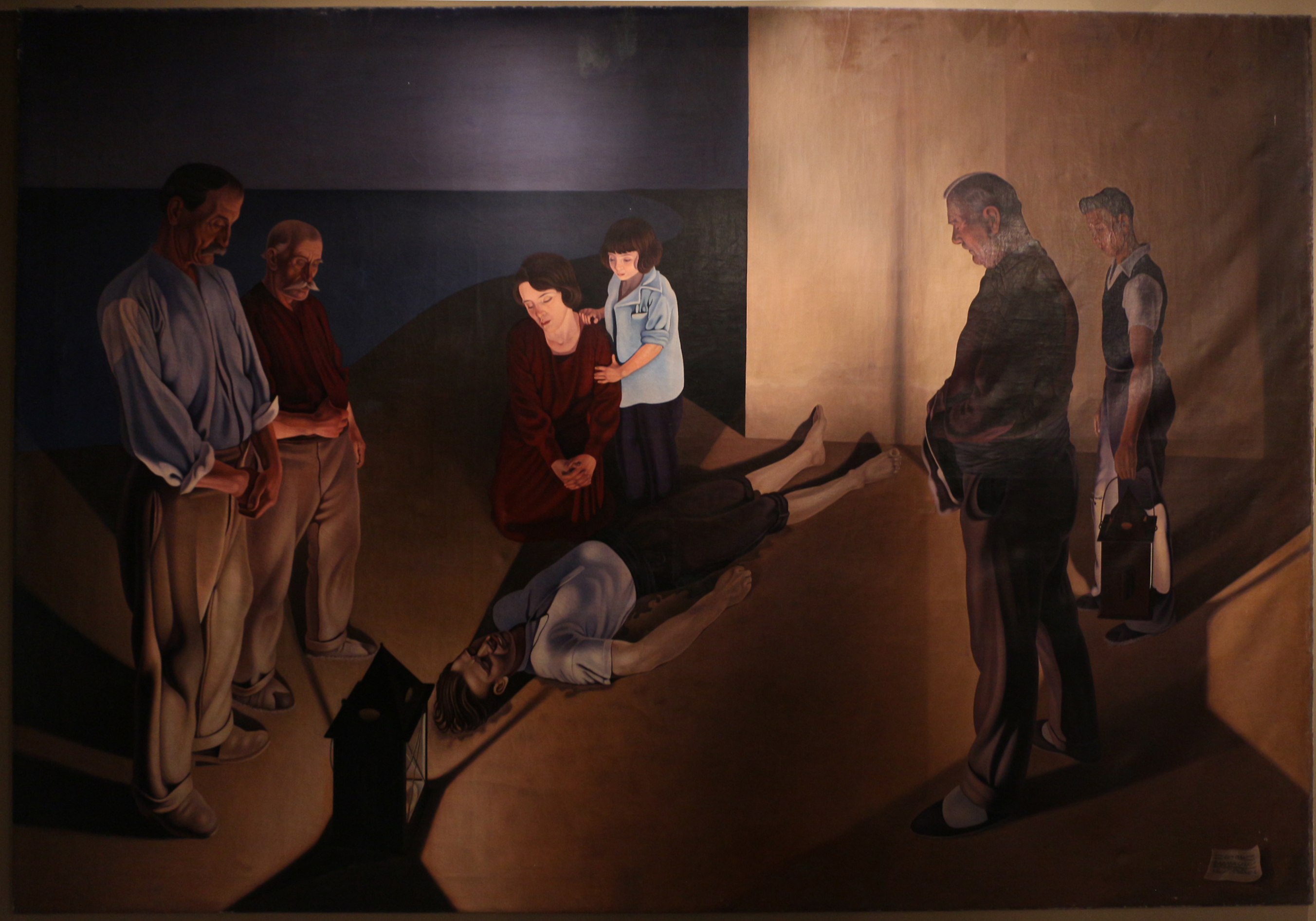
漂流者